# بوب تشارلز
بوب تشارلز (بالإنجليزية: Bob Charles)‏ (26 ديسمبر 1941 في المملكة المتحدة - 7 مارس 2014) هو لاعب كرة قدم بريطاني في مركز حراسة المرمى. لعب مع نادي ساوثهامبتون وهاستينغز يونايتد ‏ ونادي ويموث.

## وصلات خارجية
- بوب تشارلز على موقع قاعدة بيانات كرة القدم.إي يو (الإنجليزية)